# ایستگاه متروی نمازی
ایستگاه نمازی هشتمین ایستگاه خط ۱ متروی شیراز است که این ایستگاه با مساحت ۶۸۲۰  مترمربع و عمق ایستگاه ۱۵/۸۳ متر از نوع عمیق (۲طبقه)،سکو جزیره‌ای دارای ۴ دروازه ورودی ، خروجی می‌باشد و این ایستگاه در میدان نمازی درکنار بیمارستان نمازی واقع شده است.
این ایستگاه در مهر ۱۳۹۳ همراه با افتتاح متروی شیراز به بهره‌برداری رسید که از نظر موقعیت مکانی جز مهم‌ترین ایستگاه‌های خط ۱ متروی شیراز است.

## مسیرهای ایستگاه
- خیابان ملاصدرا
- بلوار کریمخان زند
- پل نمازی

## محله های ایستگاه
- ملاصدرا
- باغشاه
- نشاط
- ابیوردی
- ارم
- پایانه اتوبوسرانی نمازی
- کتابخانه خوارزمی دانشگاه شیراز
- بیمارستان نمازی
- درمانگاه مطهری
- درمانگاه امام رضا

## محمد نمازی
این ایستگاه به نام محمد نمازی نیکوکار ایرانی می‌باشد. نمازی سازنده بیمارستان نمازی است. او اصالتا اهل شیراز بود.